# Boten (Luang Namtha)

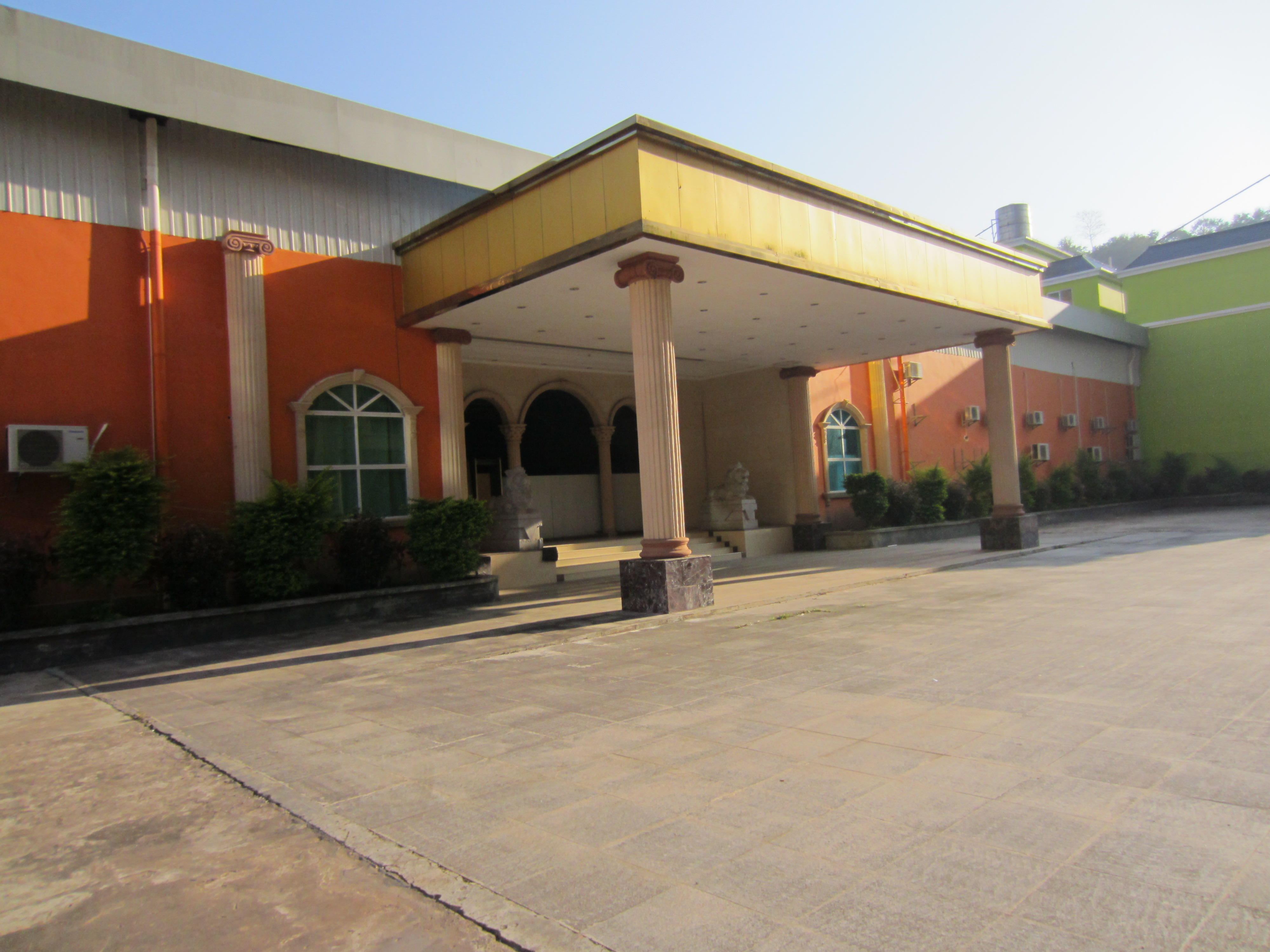
Altes Casino (2013)

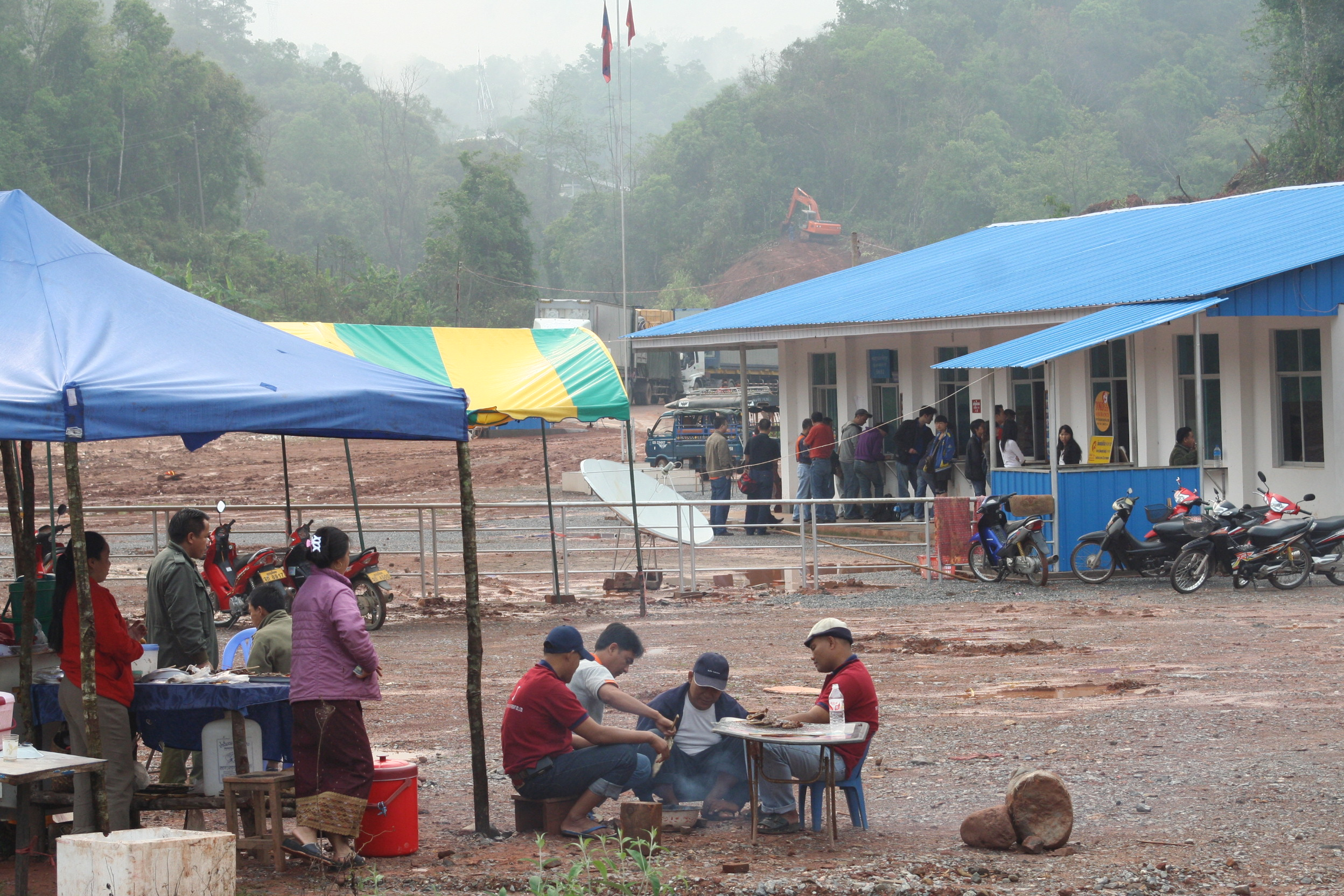
Grenzkontrollstelle in Boten (2009)

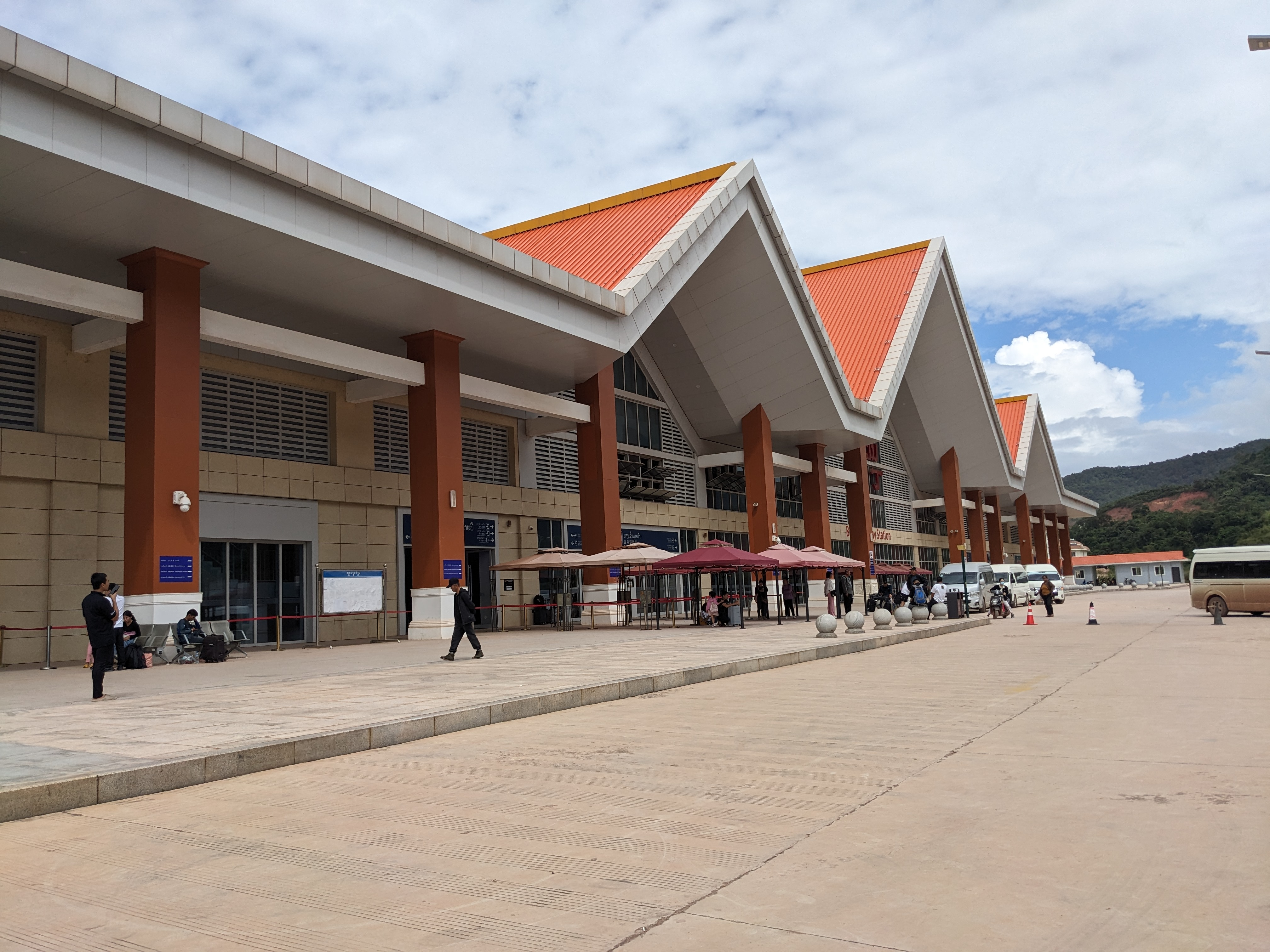
Bahnhof Moding (Boten)

Ban Boten (kurz Boten, auch Botèn oder Botene, Laotisch ບໍ່ເຕັນ) ist eine Gemeinde im Distrikt Namtha in der Provinz Luang Namtha in Laos und liegt auf einer Höhe von 1029 Metern über dem Meeresspiegel.
Hier befindet sich der wichtigste Grenzübergang von Laos nach China; auf der anderen Seite der Grenze liegt die Großgemeinde Mohan im Kreis Mengla in Yunnan. Nächstgrößere Stadt ist die etwa 60 km entfernte Provinzhauptstadt Luang Namtha.
Wie große Teile von Nordlaos ist der Ort stark chinesisch beeinflusst; Boten selbst wird von vielen Chinesen mit einem Tagesvisum besucht, da dort billige, aus Thailand und Vietnam importierte Waren verkauft werden. Die wichtigste hier verwendete Währung ist der chinesische Renminbi. Anfang 2000 besaß der Ort nur ein Guest House und mehrere kleine Läden und Essensmöglichkeiten; Busse und LKW verkehren täglich nach Luang Namtha und Mengla. 2002 wurde in Boten ein großes Casino gebaut. Das Casino zog hauptsächlich chinesische Besucher an, da Glücksspiel in China illegal ist. Im Jahr 2011 forderte die chinesische Regierung Laos auf, die Spielbank zu schließen. Heute ist das Casino verlassen. Seit 2015 ist die Grenzregion durch die Schaffung einer Sonderwirtschaftszone stark gewachsen. Viele Chinesen haben sich hier niedergelassen. So sind u. a. Hotels und Nachtclubs entstanden.

## Verkehr
Der Grenzübergang stellt ein Teil des Asian Highway AH3 dar. In Boten beginnt die Nationalstraße 13, die bedeutendste Straße des Landes, die bis zur kambodschanischen Grenze verläuft. Hier beginnt auch der laotische Abschnitt des Kunming-Bangkok Expressway, eine Schnellstraßenverbindung von Südchina bis an die thailändische Grenze bei Ban Houayxay. 
Außerdem befindet sich hier der Bahnhof Moding der China-Laos-Eisenbahn von Kunming nach Vientiane, wo die laotische Grenzkontrolle stattfindet und die Grenze zwischen China und Laos in dem 9680 m langen Freundschaftstunnel, von dem 7170 m in Laos und 2510 m in China liegen, unterquert. Die Strecke wurde am 3. Dezember 2021 eröffnet und seit 2018 wird die erste Autobahn in Laos der Vientiane-Boten Expressway errichtet.